# Драган Николић (командант)
Драган Николић (26. април 1957 — 4. јун 2018) био је командант у логору Сушица код Власенице у источној Босни и Херцеговини, оптужен за ратне злочине. Био  је припадник Вода специјалне полиције МУП Републике Српске, 

## Биографија
Николић је тврдио да је суверенитет Босне и Херцеговине нарушен када га је СФОР отео, а није био добровољно изручен. Он је тврдио да као резултат тога Међународни кривични суд за бившу Југославију није могао да врши надлежност над овим случајем. Жалбено веће МКСЈ је коментарисало потребу да се избалансира легитимно очекивање да неко оптужен за "универзално осуђена дела" буде изведен пред лице правде "против принципа државног суверенитета и основних људских права оптужених". 
Жалбено веће није нашло "никакав основ на којем се не би требала вршити надлежност". Након суђења МКСЈ-а, 18. децембра 2003. осуђен је на 23 године затвора. Ово је смањено на 20 година након жалбе на казну. У логору Сушица од маја до октобра 1992. заточено је 8.000 углавном бошњачких цивила.
Ухапсили су га у Босни и Херцеговини Стабилизационе снаге (СФОР) предвођене НАТО-ом и одвеле га у Хаг у Холандији на суђење. 
Николић је казну служио у затвору у Италији све док му није одобрено превремено пуштање на слободу 2013. године.  Преминуо је у Србији јуна 2018. године у 61. години и сахрањен је у Власеници. 